# 168 هـ
168 هـ هي سنة في التقويم الهجري امتدت مقابلةً في التقويم الميلادي بين سنتي 784 و785.

## مواليد
- أحمد بن إبراهيم الدورقي
- محمد بن سعد البغدادي

## وفيات
- يحيى بن أيوب الغافقي
- بشار بن برد
- المفضل